# Patrimoine juif du Sud-Ouest de la France

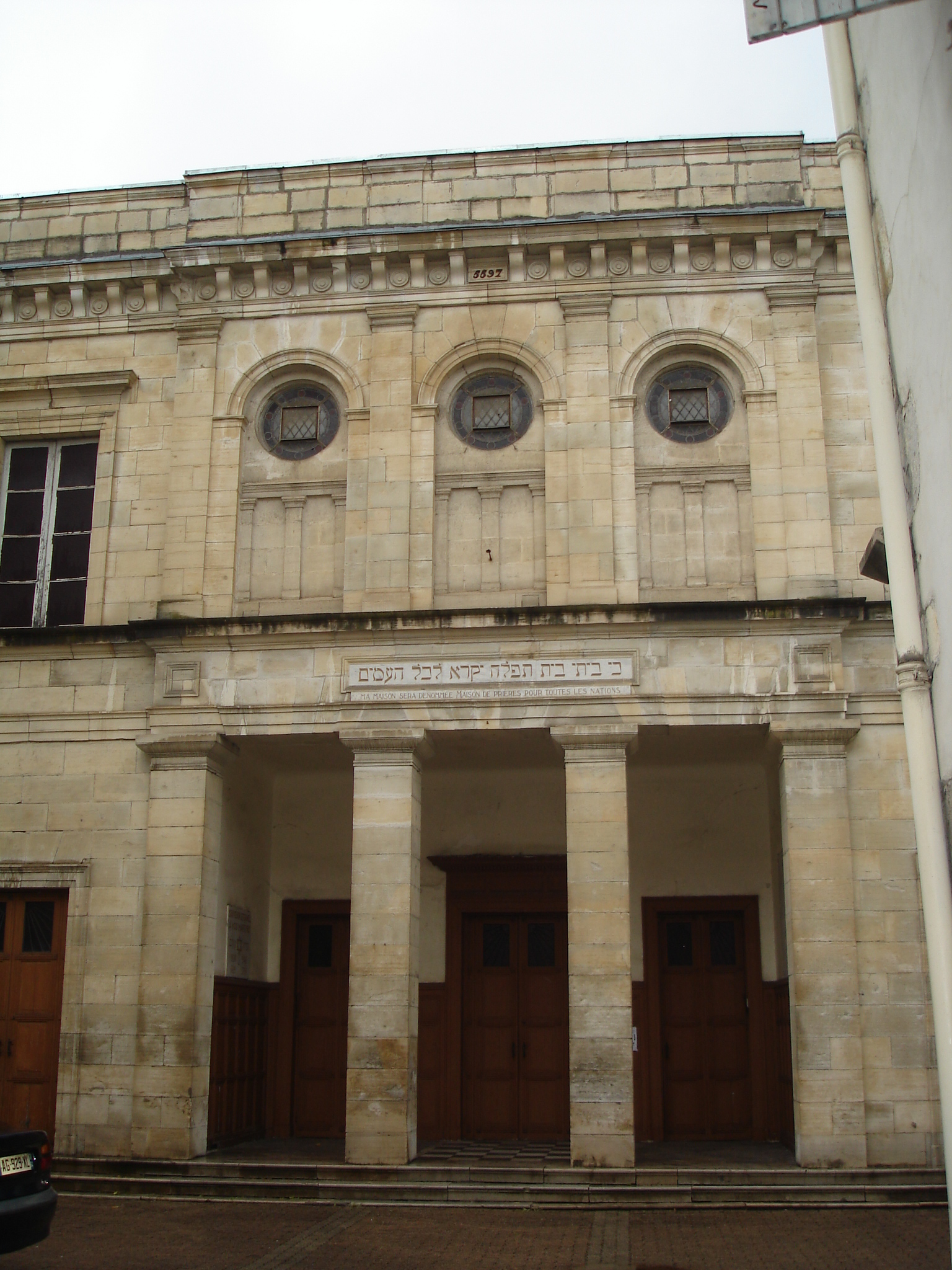
La synagogue de Bayonne Monument du Mois, en janvier 2013, dans le cadre du Label « Ville d’art et d’histoire » de la ville.

L'inventaire du patrimoine juif du Sud-Ouest de la France est classé par région (Nouvelle-Aquitaine et Occitanie - pour la partie de l'ex-région Midi-Pyrénées -), départements et par lettre alphabétique de communes.
La présentation de cet inventaire s'inspire des listes de monuments historiques, incluant tous les éléments patrimoniaux ayant fait ou non l'objet d'une notice d'inventaire par les "Services régionaux de l'inventaire de chaque région administrative", que les éléments soient ou non protégés au titre des monuments historiques où qu'ils aient disparu et ait été transformés où réutilisés à d'autres fins. 
Lorsqu’une communauté a complètement disparu, où n’est plus représentée que par quelques membres, la notice indique « Communauté disparue » en marge de chaque commune concernées.
Certains éléments protégés au titre des monuments historiques font parfois l'objet de deux notices distinctes : l'une établie par la Conservation régionale des monuments historiques (notices PA) et l'autre par le Service régional de l'inventaire de chaque région (IA).
D'une manière générale le patrimoine du XIXe siècle a été inscrit sur l'inventaire supplémentaire des monuments historiques, à quelques exceptions près ainsi que quelques éléments spécifiques (peintures, objets mobiliers qui ont été classés au titre des monuments historiques …
C’est au XIXe siècle que certaines communautés introduisirent l'orgue dans les synagogues, en engageant un non-juif pour en jouer le Chabbat et les fêtes.

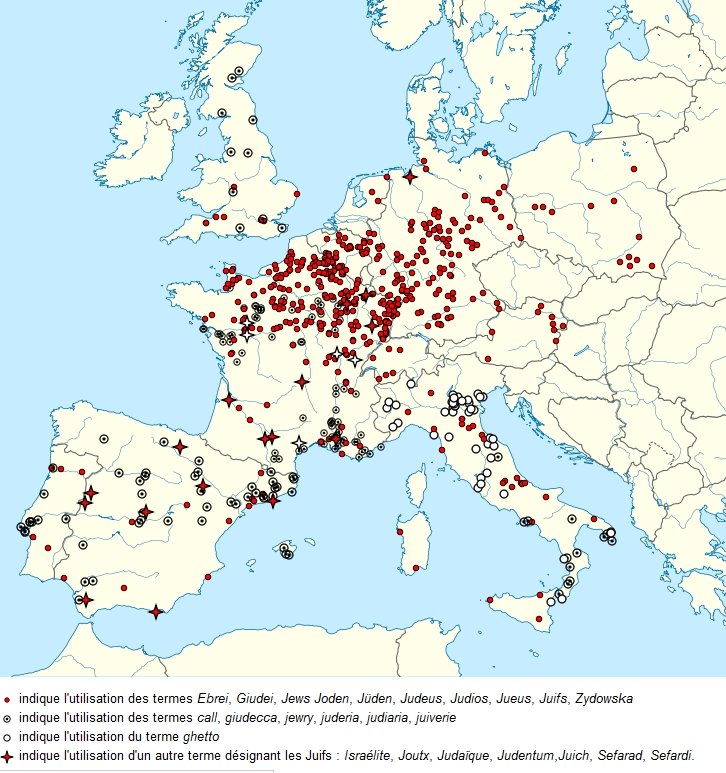
Carte des rues des Juifs (ou équivalents) dans divers pays européens.
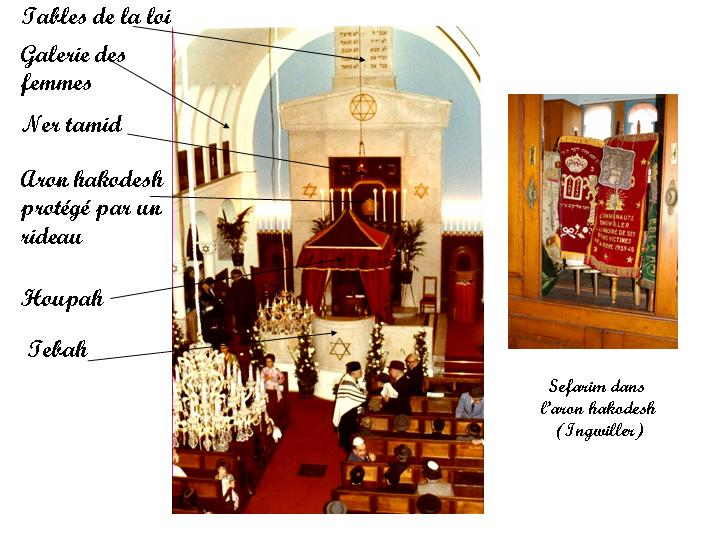
Présentation d'une synagogue (ici synagogue de Neuilly et synagogue d'Ingwiller).
Carte des départements avec le nom des régions.
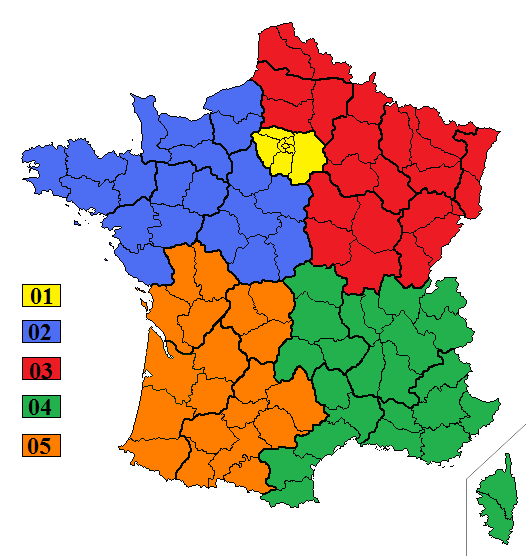
Répartition géographique des inventaires du patrimoine juif en France.

## Introduction
L’appel à la croisade d’Urbain II en 1095 déclenche des persécutions de la part des paysans envers les communautés juives de France et d’Allemagne. Voir : Persécution des Juifs pendant la première croisade
Il existait de nombreuses synagogues en France pendant les premiers siècles du Moyen Âge. Or, à la suite de la mort de son père survenu le 18 septembre 1180 Philippe II de France, dit Philippe Auguste, roi à quinze ans, est confronté à l'affaiblissement du pouvoir royal. L'une de ses premières décisions est totalement contraire à la politique suivie par son père : l'expulsion des juifs et la confiscation de leurs biens (17 avril 1182) tranche avec la protection que Louis VII avait accordée à la communauté juive. La raison officiellement donnée désigne les juifs responsables de calamités diverses, mais l'objectif réel est surtout de renflouer les caisses royales, bien mal en point en ce début de règne. Ces mesures ne dureront pas : l'interdiction du territoire cesse en 1198, et l'attitude conciliatrice qu'avait adoptée Louis VII redevient bientôt la norme. C'est à cette période que Philippe Auguste fit détruire ou convertir les synagogues en églises.
La question juive a été discutée à plusieurs reprises de 1789 à 1791 par l'Assemblée constituante. La pleine citoyenneté est d'abord accordée aux Juifs du Sud-Ouest et à ceux de la Provence, Avignon et le Comtat-Venaissin et le 28 septembre 1791 à tous les Juifs du royaume. Les dernières lois discriminatoires ne sont abolies que sous la monarchie de juillet (Voir : Juifs et judaïsme en Europe).
Les recherches historiques et documentaires portent de ce fait sur l’ensemble des informations liées à la culture, la mémoire et le patrimoine architectural et mobilier juifs, et à ce qui peut contribuer à illustrer l’histoire du judaïsme. On pourra lister également les monuments Mémoriaux de la Shoah, les éléments de la résistance juive en France, mais sans élargir le débat à toutes les victimes françaises (d’autres articles leur étant consacrés par ailleurs).
Une "Association européenne pour la préservation et la valorisation de la culture et du patrimoine juifs" (AEPJ) fait découvrir les sites juifs au grand public, à savoir entre autres les synagogues, cimetières, bains rituels, musées, quartiers, monuments juifs, notamment par l’organisation annuelle de la journée européenne de la culture juive. L’AEPJ est également chargée de développer et de faire connaître l’"Itinéraire européen du patrimoine juif".

## Région Nouvelle-Aquitaine
(Départements 24-33-40-47-64, 19-23-87)  et 16-17-79-86)

### Patrimoine juif de Charente-Maritime (17)
| Monument  | Commune     | Adresse                                    | Coordonnées    | Illustration               |
| --------- | ----------- | ------------------------------------------ | -------------- | -------------------------- |
| Synagogue | La Rochelle | M.C.I 34 Cours des Dames 17000 La Rochelle | à géolocaliser | Image manquante Téléverser |

### Patrimoine juif de Dordogne(24)
| Monument  | Commune   | Adresse                   | Coordonnées    | Illustration               |
| --------- | --------- | ------------------------- | -------------- | -------------------------- |
| Synagogue | Périgueux | 13 Rue Paul Louis Courier | à géolocaliser | Image manquante Téléverser |

### Patrimoine juif de Gironde (33)
| Monument                                                     | Commune  | Adresse                                      | Coordonnées                        | Notice         | Protection | Date | Illustration                                             |
| ------------------------------------------------------------ | -------- | -------------------------------------------- | ---------------------------------- | -------------- | ---------- | ---- | -------------------------------------------------------- |
| Synagogue d'Arcachon                                         | Arcachon | 36 avenue Gambetta                           | 44° 39′ 30″ nord, 1° 10′ 05″ ouest | « PA33000080 » | inscrite   | 1877 | Synagogue d'Arcachon                                     |
| Grande synagogue de Bordeaux                                 | Bordeaux | 36 cours Pasteur ; rue du Grand-Rabbin-Cohen | 44° 50′ 01″ nord, 0° 34′ 26″ ouest | « PA00083914 » | classée    | 1882 | Grande synagogue de Bordeaux                             |
| Cimetière des Avignonnais                                    | Bordeaux | 47 rue Sauteyron                             | 44° 49′ 49″ nord, 0° 34′ 26″ ouest | « PA00135174 » | Inscrit    | 1995 | Image manquante Téléverser                               |
| Cimetière des Juifs portugais                                | Bordeaux | 105 cours de la Marne                        | 44° 49′ 45″ nord, 0° 34′ 00″ ouest | « PA00135175 » | Inscrit    | 1995 | Cimetière des Juifs portugais                            |
| Cimetière des Juifs portugais                                | Bordeaux | 176 cours de l'Yser                          | 44° 49′ 24″ nord, 0° 34′ 11″ ouest | « PA00135176 » | Inscrit    | 1995 | Image manquante Téléverser                               |
| Musée d’art de d’histoire du judaïsme                        | Bordeaux |                                              | à géolocaliser                     |                |            |      | Image manquante Téléverser                               |
| Synagogue                                                    | Libourne | 33 rue Lamothe                               | 44° 54′ 46″ nord, 0° 14′ 42″ ouest | « PA00135179 » | inscrite   | 1847 | Synagogue                                                |
| Château de Peixotto et son superbe parc, mairie actuelle     | Talence  |                                              | à géolocaliser                     |                |            |      | Château de Peixotto et son superbe parc, mairie actuelle |
| La Ville d’Hiver, immense ensemble construit par les Pereire | Talence  |                                              | à géolocaliser                     |                |            |      | Image manquante Téléverser                               |

### Patrimoine juif des Landes (40)
| Monument                 | Commune     | Adresse                                  | Coordonnées    | Notice         | Protection | Date                 | Illustration               |
| ------------------------ | ----------- | ---------------------------------------- | -------------- | -------------- | ---------- | -------------------- | -------------------------- |
| Synagogue                | Peyrehorade | rue de la synagogue                      | à géolocaliser | « IA40000186 » |            | 1747                 | Image manquante Téléverser |
| Premier cimetière juif   | Peyrehorade | 2 Coste de l’Hospitaou ; rue des Chapons | à géolocaliser | « PA00135181 » | inscrit    | 1628                 | Image manquante Téléverser |
| Second cimetière juif    | Peyrehorade | rue des Chapons                          | à géolocaliser | « PA00135182 » | inscrit    | 1737                 | Image manquante Téléverser |
| Troisième cimetière juif | Peyrehorade | 95 chemin de Lapuyade                    | à géolocaliser | « IA40000367 » |            | 2e quart XIXe siècle | Image manquante Téléverser |

### Patrimoine juif de Lot-et-Garonne (47)
| Monument | Commune | Adresse            | Coordonnées    | Illustration               |
| -------- | ------- | ------------------ | -------------- | -------------------------- |
| A.C.I.   | Agen    | 52 Rue Montesquieu | à géolocaliser | Image manquante Téléverser |

### Patrimoine juif des Pyrénées-Atlantiques (64)
| Monument                                      | Commune              | Adresse                               | Coordonnées                        | Notice         | Protection                                                                               | Date                   | Illustration                                  |
| --------------------------------------------- | -------------------- | ------------------------------------- | ---------------------------------- | -------------- | ---------------------------------------------------------------------------------------- | ---------------------- | --------------------------------------------- |
| Ancien cimetière juif de La Bastide-Clairence | La Bastide-Clairence | rue des cimetières                    | à géolocaliser                     | « PA00084415 » | inscrit                                                                                  | 1988                   | Ancien cimetière juif de La Bastide-Clairence |
| Synagogue de Bayonne                          | Bayonne              | 35 rue Maubec                         | 43° 29′ 49″ nord, 1° 28′ 09″ ouest | « PA00135192 » | classée, voir aussi : Bayonne, le monument du mois, 18-19-20 janvier 2013 : La synagogue | 1837                   | Synagogue de Bayonne                          |
| Cimetière juif de Bayonne                     | Bayonne              | avenue du 14-Avril ; chemin d'Hargous | à géolocaliser                     | « PA64000026 » | inscrit                                                                                  | 19e                    | Cimetière juif de Bayonne                     |
| Musée basque (salle sur la vie juive)         | Bayonne              |                                       | à géolocaliser                     |                |                                                                                          |                        | Image manquante Téléverser                    |
| Synagogue de Biarritz                         | Biarritz             | 9 rue Pellot                          | à géolocaliser                     |                |                                                                                          | 1904                   | Synagogue de Biarritz                         |
| Synagogue                                     | Bidache              | rue Principale                        | à géolocaliser                     | « IA64000282 » |                                                                                          | 2e moitié XVIIe siècle | Synagogue                                     |
| Cimetière israélite                           | Bidache              | route du Port                         | à géolocaliser                     | « PA00135193 » | inscrit                                                                                  | 17e s. ; 18e s.        | Cimetière israélite                           |
| Camp de Gurs                                  | Gurs                 |                                       | à géolocaliser                     |                |                                                                                          |                        | Camp de Gurs                                  |
| Synagogue                                     | Pau                  | 8 rue des 3 Frères Bernadac           | à géolocaliser                     |                |                                                                                          |                        | Image manquante Téléverser                    |
| Cimetière israélite                           | Pau                  | rue des magnolias                     | à géolocaliser                     | « PA00135196 » | inscrit                                                                                  | 19e s.                 | Image manquante Téléverser                    |

### Patrimoine juif de la Vienne (86)
| Monument  | Commune  | Adresse                | Coordonnées    | Illustration               |
| --------- | -------- | ---------------------- | -------------- | -------------------------- |
| Synagogue | Poitiers | boulevard Jeanne d'Arc | à géolocaliser | Image manquante Téléverser |

### Patrimoine juif de la Haute-Vienne (87)
| Monument                           | Commune | Adresse                 | Coordonnées    | Illustration                       |
| ---------------------------------- | ------- | ----------------------- | -------------- | ---------------------------------- |
| ACI Synagogue Centre communautaire | Limoges | 25/27 rue Pierre Leroux | à géolocaliser | ACI Synagogue Centre communautaire |

## Région Occitanie (partie ex-Midi-Pyrénées)
(Départements 09-12-31-32-46-65-81-82)

### Patrimoine juif de l'Aveyron (12)
| Monument                                                                                      | Commune         | Adresse | Coordonnées    | Notice         | Protection | Date                       | Illustration               |
| --------------------------------------------------------------------------------------------- | --------------- | ------- | -------------- | -------------- | ---------- | -------------------------- | -------------------------- |
| Synagogue de Peyrusse-le-Roc, Tour médiévale ayant servi de synagogue à une communauté juive. | Peyrusse-le-Roc |         | à géolocaliser | « PA00094255 » | inscrite   | XIIe siècle ; XIIIe siècle | Image manquante Téléverser |

### Patrimoine juif de Haute-Garonne (31)
| Monument               | Commune  | Adresse          | Coordonnées    | Notice | Protection | Date   | Illustration               |
| ---------------------- | -------- | ---------------- | -------------- | ------ | ---------- | ------ | -------------------------- |
| Synagogue              | Toulouse | 2 place Riquet   | à géolocaliser |        |            |        | Image manquante Téléverser |
| Plaque                 | Toulouse | rue Joutx-Aigues | à géolocaliser |        |            |        | Plaque                     |
| Synagogue Chaare Emeth | Toulouse | 35 rue Rembrandt | à géolocaliser |        |            |        | Synagogue Chaare Emeth     |
| Synagogue Palaprat     | Toulouse | 2 rue Palaprat   | à géolocaliser |        |            | 19e s. | Synagogue Palaprat         |

### Patrimoine juif des Hautes-Pyrénées (65)
| Monument  | Commune | Adresse                            | Coordonnées    | Notice | Protection | Date | Illustration               |
| --------- | ------- | ---------------------------------- | -------------- | ------ | ---------- | ---- | -------------------------- |
| Synagogue | Tarbes  | 6 rue Gaston Manent Cité Rotschild | à géolocaliser |        |            |      | Image manquante Téléverser |

### Patrimoine juif de Tarn-et-Garonne (82)
| Monument  | Commune   | Adresse              | Coordonnées    | Notice | Protection | Date | Illustration               |
| --------- | --------- | -------------------- | -------------- | ------ | ---------- | ---- | -------------------------- |
| Synagogue | Montauban | 12 Rue Sainte-Claire | à géolocaliser |        |            |      | Image manquante Téléverser |